# Pottia latzii
Pottia latzii är en bladmossart som beskrevs av Catcheside 1980. Pottia latzii ingår i släktet Pottia och familjen Pottiaceae. Inga underarter finns listade i Catalogue of Life.